# Jens Risager
Jens Risager (ur. 9 kwietnia 1971 w Herning) – duński piłkarz grający na pozycji obrońcy.

## Kariera klubowa
Karierę piłkarską Risager rozpoczynał w amatorskich klubach Herning Fremad i Holstebro BK. W styczniu 1990 roku przeniósł się do stołecznego Brøndby IF i na koniec roku wywalczył z nim mistrzostwo Danii. W 1991 roku ponownie został mistrzem kraju, a z Brøndby dotarł do półfinału Pucharu UEFA. W 1992 roku został odsunięty od składu przez trenera Mortena Olsena i wypożyczony do drugoligowego Ikast FS. Po pół roku wrócił do swojego macierzystego klubu, a w 1994 roku sięgnął z nim po Puchar Danii. W 1996 roku ponownie został mistrzem kraju, a tytuł ten wywalczył także w kolejnych dwóch sezonach. W 1998 roku był zmuszony zakończyć karierę z powodu choroby zwyrodnieniowej kolana. Liczył sobie wówczas 27 lat.

## Kariera reprezentacyjna
W reprezentacji Danii Risager zadebiutował 12 października 1994 roku w wygranym 3:1 spotkaniu z Belgią. W 1996 roku został powołany przez selekcjonera Richarda Møllera Nielsena do kadry na Euro 96. Tam wystąpił jedynie w zremisowanym 1:1 grupowym meczu z Portugalią. W kadrze narodowej do końca 1996 roku rozegrał 13 meczów. W 1992 roku był w kadrze olimpijskiej na Igrzyska Olimpijskie w Barcelonie, jednak nie rozegrał na nich żadnego spotkania.